# Кошариј
Кошариј (рум. Coșarii) насеље је у Румунији у округу Тимиш у општини Брестовац. Oпштина се налази на надморској висини од 148 m.

## Прошлост
По "Румунској енциклопедији" место се помиње 1427. године. Од 1520. године власништво је српских деспота Бранковића који су почели насељавати Србе. Ту је 1717. године пописано 16 кућа. Колонизовањем Румуна из Олтеније Срби нису више били већинско становништво. Насеље је као спахилук добио 1814. године за ратне заслуге кнез Карл Шварценберг. Он је исти продао 1819. године српском племићу Поповићу - Текелији из Арада. Петар Текелија је новац позајмио од бечког банкара Георгија Симеона Сине. Сина ће 1838. године постати власник имања јер дужник Текелија није вратио новац. Сина добија тад аустријско племство и предикат "от Ходоша и Киздије".
Симеон Георг Сина се још 1818. године потписивао као спахија киздијски.
Царски ревизор Ерлер је у свом извештају из 1774. године констатовао да у месту "Киздији" које се налази у Барачком округу, Липовског дистрикта живе измешани Срби и Власи (Румуни).
Пописано је 1797. године православно свештенство у месту. Поп Василије Поповић (рукоп. 1786) парох говорио је српски и румунски језик, док су остали Теодор Поповић (1788) парох и Живан Марковић (1796) ђакон говорили само румунским језиком.
Године 1836. православни из места су прешли у "унију".

## Становништво
Према подацима из 2021. године у насељу је живело 144 становника.